# Sinularia yamazatoi
Sinularia yamazatoi är en korallart som beskrevs av Benayahu 1995. Sinularia yamazatoi ingår i släktet Sinularia och familjen läderkoraller. Inga underarter finns listade i Catalogue of Life.